# Ernest Mboutchouang
Ernest Mboutchouang est le mari de Rosette Ndongo Mengolo et beau père de Chantal Biya.

## Biographie

### Enfance, éducation et débuts
Ernest Mboutchouang est originaire de Bandenkop, à l'Ouest du Cameroun.

### Parcours
Ernest Mboutchouang est réputé discret et a évité d'être utilisé pour être mis en relation avec la famille présidentielle du fait de son lien filial avec la première dame du Cameroun,.

### Vie privée
Ernest Mboutchouang est le mari de Rosette Ndongo Mengolo, ancienne maire de Bangou, morte en 2014 et beau-père de Chantal Biya. Il organise en 2017, à Bandenkop, les funérailles de sa défunte épouse, en terrée à Mvomeka'a. Il meurt de maladie à Paris le 11 novembre 2022. Ses obsèques ont lieu à Yaoundé et il est enterré à Bandenkop dans son village natal.

### Distinctions
- Officier national de l'ordre national de la valeur.

- Il est fait notable Sop Solinga de Bandenkop[1].